# Traumabindning
Traumabindning (från engelskans traumatic bonding) avser de känslomässiga band som en utsatt person kan forma till sin förövare som ett resultat av psykisk misshandel. Begreppet myntades av psykologerna Donald Dutton och Susan Painter 1981.
Två faktorer som anses bidra till utvecklingen av traumabindning är en maktobalans i relationen och intermittent (växelvis) positiv förstärkning (såsom värme) och bestraffning. Relationen börjar ofta problemfritt och det första tillfället av psykisk eller fysisk misshandel kan upplevas som en anomali, när det väl blir uppenbart att något är fel i relationen är bindningen redan stark. I den första fasen ökar spänningarna gradvis för att sedan gå över i den andra fasen, en misshandelsfas (psykisk och/eller fysisk) som sedan efterföljs av en fas med kärleksyttringar och värme. Mönstret är cykliskt och upprepas om och om igen tills relationen på något sätt bryts. Den psykologiska manipulation som offret utsätts för gör det i regel svårare för denne att lämna relationen och de (upplevda) konsekvenserna av att lämna kan framstå som mycket värre än att stanna.
Traumabinding är ett dominerande inslag i s.k. narcissistisk misshandel, en form av psykisk misshandel.
Traumabindning är inte begränsat till dysfunktionella kärleksrelationer och kan även uppstå i bland annat nära vänskapsrelationer, i familjer, gisslan- och traffickingsituationer samt i sekter.